# Myrte
Ne doit pas être confondu avec myrrhe.
Taxons concernés
Dans l'ordre des Myrtales :
- Dans la famille des Myrtaceae,
  - dans le genre Backhousia
  - dans le genre Luma
  - dans le genre Myrica
  - dans le genre Myrtus
  - dans le genre Pimenta
  - dans le genre Rhodomyrtus
- Dans la famille des Lythraceae
  - dans le genre Lagerstroemiamodifier

Le mot myrte est un terme du vocabulaire courant qui désigne plusieurs espèces de plantes généralement de type arbuste à feuilles persistantes aromatique. Ce nom ne correspond pas à un niveau précis de classification scientifique des espèces. C'est-à-dire qu'il s'agit d'un nom vernaculaire dont le sens est ambigu en biologie car il désigne seulement une partie des différentes espèces de plantes classées dans l'ordre des Myrtales, notamment dans la famille des Myrtaceae. Cette famille regroupe en effet à la fois des myrtes, mais aussi par exemple le giroflier (Syzygium aromaticum) ou encore les eucalyptus et le goyavier (Psidium guajava). Le plus souvent toutefois, en disant « myrte », une majorité de francophones fait référence au myrte commun (Myrtus communis).
Plusieurs de ces plantes sont utilisées pour leurs parties aromatiques. Le myrte était une épice célébrée par l'Antiquité pour ses vertus médicinales et culinaires. Les baies du myrte commun servaient de succédané au poivre, et celles du myrte piment sont connues pour remplacer toutes les autres épices.

## Physiologie, comportement et écologie
Les caractéristiques générales des myrtes sont celles des Myrtales, avec des nuances pour chaque espèce : voir les articles détaillés pour plus d'informations sur leur description ou leur mode de vie.

## Noms français et noms scientifiques correspondants
Liste alphabétique de noms vulgaires ou de noms vernaculaires attestés en français.
Note : certaines espèces ont plusieurs noms et figurent donc plusieurs fois dans cette liste. Les classifications évoluant encore, certains noms scientifiques ont peut-être un autre synonyme valide. En gras, l'espèce la plus connue des francophones.

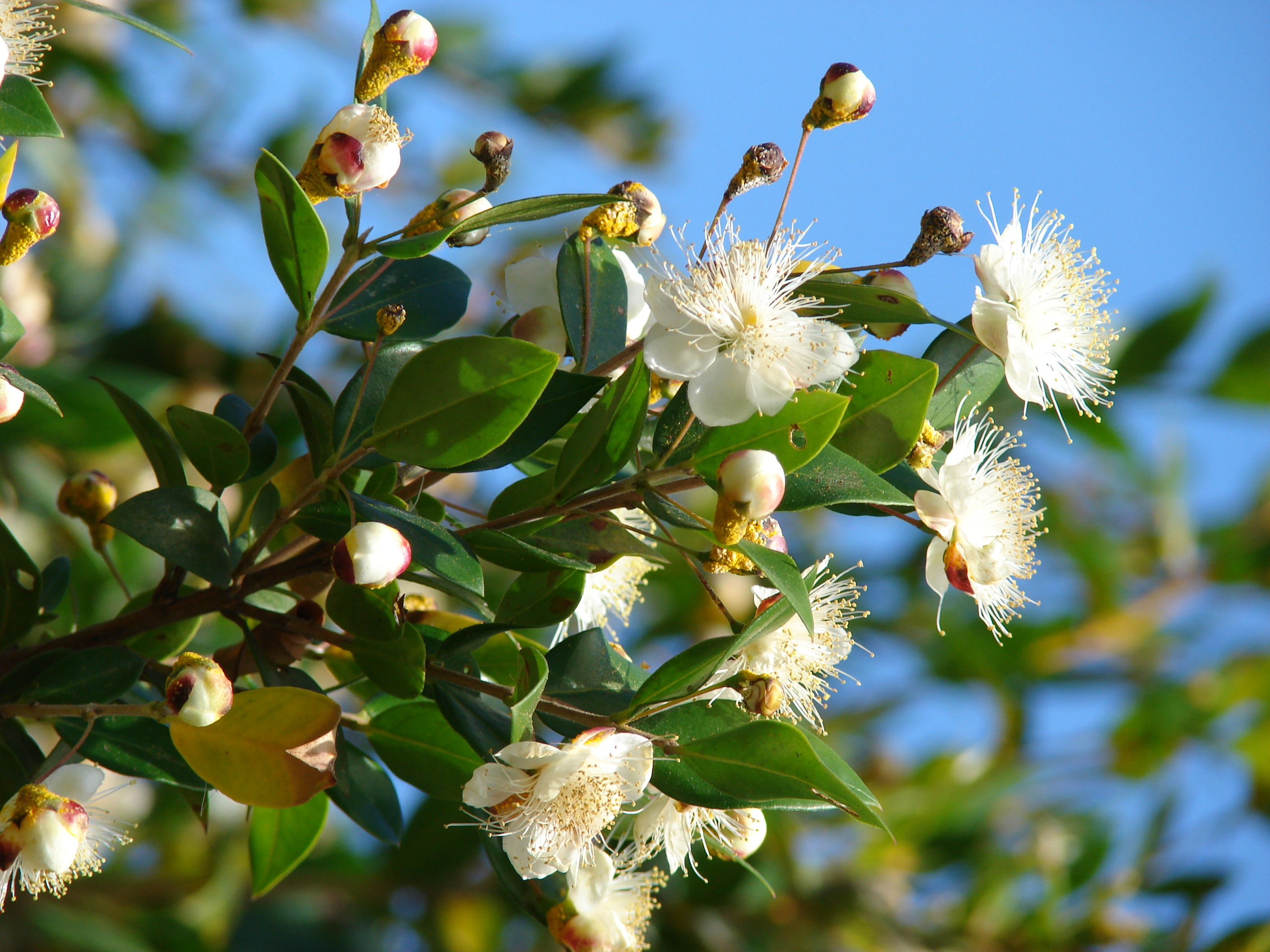
Myrte commun

- le myrte - Myrtus communis[2],[3],[4] et Myrtus nivellei[5]
- Myrte à écorce orange - Luma apiculata[6]
- Myrte arborescent - Nothofagus cunninghamii[6]
- Myrte bâtard - voir Myrte des marais[2]
- Myrte citronné - Backhousia citriodora[7]
- Myrte commun - Myrtus communis[8],[2],[3],[9]
- Myrte-groseille - Rhodomyrtus tomentosa[3]
- Myrte d’Australie - Syzygium paniculatum[6]
- Myrte de Nivelle - Myrtus nivellei[10]
- Myrte de crêpe - Lagerstroemia indica[2]
- Myrte des marais - Myrica gale[2]
- Myrte du Chili - Luma chequen[6]
- Myrte épineuse - Ruscus aculeatus[6]
- Myrte juif - voir Myrte commun[2]
- Myrte luma  - Luma apiculata[6]
- Myrte musqué - Myrtus ugni[6]
- Myrte à petites feuilles - Myrtus communis var. tarentina[8],[9]
- Myrte piment - Pimenta dioica[3]
- Myrte sauvage - Ruscus aculeatus[6]
- Myrte tomenteux - Rhodomyrtus tomentosa[6]

## Par analogie
Plusieurs autres espèces ont un nom contenant aussi le mot myrte, mais en raison d'une ressemblance plus ou moins lointaine avec le Myrte commun :
- Corroyère à feuilles de myrte - Coriaria myrtifolia[8]
- Myrte surge ou euphorbe de Corse - Euphorbia myrsinites[6]
- Myrte de l'Oregon ou laurier de Californie - Umbellularia californica[3]
- Myrte d'Ouessant - Veronica elliptica[9]
- Myrte des montagnes ou sauge à petites feuilles - Salvia grahamii[2]
- Pachistima myrte - Paxistima myrsinites[11]
- Polygale à feuilles de myrte - Polygala myrtifolia[8],[9]
- Saule à feuilles de myrte - Salix breviserrata[8],[9]
- Saule faux-myrte - Salix pseudomyrsinites[11]

### Calendrier
Le 26 thermidor du calendrier républicain / révolutionnaire français y est nommé jour du myrte, généralement chaque 13 août du calendrier grégorien.